# Jaremi Picz
Jaremi Aleksander Picz (ur. 26 lutego 1955 w Lewinie Brzeskim) – polski malarz, rzeźbiarz oraz grafik odznaczony odznaką honorową "Zasłużony dla Kultury Polskiej". W 2018 roku został nominowany do międzynarodowej nagrody International Prize Caravaggio Grand Master of Art w Mediolanie. Właściciel Galerii Sztuki Epicentrum w Opolu.

## Życiorys
Przez dwa lata mieszkał w Niemczech (1981-1982) gdzie zaczął współpracę z Galerią Wacława Sucheckiego w Düsseldorfie. W 1988 wykonał drzwi wejściowe do Kościoła Świętych Apostołów Piotra i Pawła w Łubninach. W 1997 w czasie Powodzi Tysiąclecia zostały zniszczone wszystkie do tego czasu wykonane przez niego prace. Utrata całego dorobku artystycznego była dla Jaremiego ciosem, skutkującym sześcioletnią przerwą w pracy artystycznej.
Jaremi Picz brał udział w wielu plenerach i wydarzeniach kulturalnych. Współpracuje z grupą ART Barbakan w Warszawie oraz z grupą artystów skupionych wokół Kongregacji Przemysłowo - Handlowej w Warszawie.
Jego prace były eksponowane na wielu polskich i zagranicznych wystawach, m.in. w ART Carussel Du Louvre w Paryżu, Joie de Vivre’we Włoszech w Menaggio Lago Di Como (indywidualna), Societe des Artistes Independantes w Grand Palaise w Paryżu (indywidualna), PAKS Gallery w Monachium (indywidualna), Galerii N 69 Fundacji ART-Barbakan w Warszawie (indywidualna) i wiele innych.

W 2022 został odznaczony Brązowym Krzyżem Zasługi.